# Fatma 75
Pour plus de détails, voir Fiche technique et Distribution.
Fatma 75 est un documentaire-fiction tunisien arabophone réalisé en 1976 par Salma Baccar. Il est centré sur le thème du Code du statut personnel (CSP). Ce film fait de Salma Baccar la première femme réalisatrice d'un long métrage de fiction en Tunisie.

## Synopsis
Fatma, étudiante, doit présenter un exposé à l'université à propos des droits des femmes en Tunisie.

## Fiche technique
- Titre : Fatma 75
- Réalisation : Salma Baccar
- Scénario : Samir Ayadi
- Photographie : Ahmed Zaaf
- Son : Faouzi Thabet
- Montage : Moufida Tlatli
- Production : Société anonyme tunisienne de production et d'expansion cinématographique
- Pays d'origine :  Tunisie
- Langue : arabe
- Format : couleur - 35 mm
- Genre : documentaire
- Durée : 60 minutes
- Date de sortie :
  -  Tunisie : 1976

## Distribution
- Jalila Baccar
- Jamil Joudi
- Mouna Noureddine
- Abdelmajid Lakhal
- Fatma Ben Ali
- Abdellatif Hamrouni
- Hédi Daoud
- Halima Daoud

## Analyse
Le film divise l'histoire et l'évolution de la condition féminine en Tunisie en trois périodes et générations : la période 1930-1938 qui aboutit à la création de l'Union nationale de la femme tunisienne, la période 1938-1952 qui induit les deux luttes pour l'émancipation de la femme et l'indépendance du pays et la période postérieure à 1956 avec les acquis de la femme en ce qui concerne le CSP.
La référence à l'année 1975 dans le titre est due au fait que cette année est proclamée « Année de la femme » par l'Organisation des Nations unies.
Salma Baccar dit évoquer « tout ce que [elle avait] sur le cœur à propos des femmes ». Elle souhaite ainsi y démontrer « que l'émancipation des femmes, bien qu'inscrite dans la Constitution tunisienne de 1959, n'est pas entrée dans les mentalités ni dans les mœurs ».
Mais l'œuvre ne rencontre pas de succès en Tunisie car, jugée trop subversive, elle est censurée jusqu'en 2006, date de la sortie de Fleur d'oubli, alors même que le film a été commandé à Baccar par le ministère de la Culture. Néanmoins, à l'étranger et notamment au Maghreb, le film connaît un bon accueil. Baccar rapporte aussi que le film « devait passer à la télévision le 5 mars 1988 [et] a été remplacé par un autre film à la dernière minute et sans explication ».

## Tournage
Le film est tourné en Tunisie dans les villes de Tunis, Sidi Bou Saïd et Hammamet.

## Distinction
- Ducat d'or au Festival international du film de Mannheim-Heidelberg en 1979[6]